# Abraham Patusca da Silveira
Abraham Patusca da Silveira, afgekort naar Araken (Santos, 17 juli 1905 - aldaar, 24 januari 1990) was een Braziliaans voetballer. Hij was een jongere broer van Ary Patusca en een neef van Arnaldo da Silveira, een van de eerste clubidolen van Santos.

## Biografie
Araken begon zijn carrière bij Santos. In 1927 werd hij topschutter van het Campeonato Paulista en werd vicekampioen met de club, de beste prestatie tot dan toe voor Santos.
Hij werd opgenomen in de selectie voor het WK 1930. Daar werd hij enkel opgesteld tegen Joegoslavië. De Brazilianen verloren deze wedstrijd met 2-1.